# Ética climática
A ética climática é uma área de pesquisa que se concentra nas dimensões éticas das mudanças climáticas (ou aquecimento global) e conceitos como justiça climática.
A mudança climática induzida pelo homem levanta muitas questões éticas a respeito de sua autoria. Essas questões não são abordadas nos debates sobre políticas de mudanças climáticas ou na literatura científica e econômica sobre mudanças climáticas; e, consequentemente, essas questões éticas são negligenciadas ou obscurecidas nas negociações políticas e discussões sobre o clima. Tem sido apontado que os maiores responsáveis pelas mudanças climáticas não são as mesmas pessoas que são mais vulneráveis aos seus efeitos.
Termos como justiça climática e a justiça ecológica - "eco justice" - são usados em todo o mundo e foram adotados por várias organizações.

## Visão geral
A ideia de ética climática decorre da própria ética, sendo principalmente uma visão filosófica de como lidar com o aquecimento global. A ética das mudanças climáticas tem sido discutida por muitos países e líderes influentes. Como essa é uma questão de grande escala, os especialistas em ética climática teorizaram sobre abordagens que trariam benefícios globais. A mudança climática está tendo um impacto significativo nos ecossistemas que dependem de temperaturas frias, à medida que as geleiras continuam a derreter, as temperaturas da superfície do mar aumentam e o nível do mar continua subindo. A ética climática aborda as responsabilidades que os indivíduos devem aos nossos sistemas terrestres, ao mesmo tempo em que considera as mitigações já em vigor. Os efeitos se tornam mais drásticos à medida que o tempo passa, provocando sérias preocupações à medida que o mundo se aproxima de danos irreversíveis. Os especialistas em ética estão procurando maneiras de os países do terceiro mundo reduzirem suas emissões de carbono que estão causando poluição. Os eticistas também enfrentaram problemas com a justiça distributiva, pois encontram uma maneira de compartilhar de forma justa os benefícios e os encargos das políticas de mudança climática.

## Teorias Éticas sobre Mudanças Climáticas
Os princípios da ética ambiental do utilitarismo, da deontologia e do cuidado têm aplicações diretas para entender as responsabilidades das pessoas atuais para as gerações futuras que serão afetadas por nossas ações na ruptura climática hoje. De particular relevância são os conceitos de "desconto" da economia ambiental, direitos e expectativas individuais, conforme enquadrados pela deontologia de Immanuel Kant, e a ética do cuidado, conforme descrito por DesJardins. O utilitarismo de Jeremy Bentham baseia-se em maximizar o bem para a maioria das pessoas ao longo do tempo, e ele afirmou ainda que todos nós tendemos a valorizar mais os benefícios futuros de curto prazo do que os de um futuro mais distante. Este é um conceito especialmente pertinente, uma vez que incorrer em custos econômicos e tomar medidas hoje para mitigar as mudanças climáticas só beneficiará as gerações futuras ao longo de décadas a séculos. Kant enfatizou a importância de respeitar os direitos individuais como mais importante do que considerar as consequências de nossas ações, calcular o custo-benefício de nossas escolhas e tentar maximizar o "bem". O utilitarismo e a deontologia, portanto, aparentemente criam contradições entre os direitos das pessoas vivas e as necessidades e direitos das gerações futuras. Em seu ensaio intitulado "O Dilema de Zuckerman", Mark Sagoff vai além desse conflito, concentrando-se em uma ética do cuidado que invoca valor intrínseco, amor e cuidado com outras pessoas e com a vida não humana. Em uma encíclica, o Papa Francisco, como chefe da Igreja Católica Romana, invoca o cuidado da criação de Deus e de outras pessoas como uma responsabilidade dos seres humanos existentes para o bem das gerações futuras e, ao fazê-lo, "tem a ver com o último significado da nossa estada terrena". Da mesma forma, o conhecimento ecológico tradicional e o respeito à vida e à natureza, especialmente a partir de perspectivas espirituais e crenças ancestrais, tem sido usado para desenvolver planos de adaptação e resiliência diante das mudanças climáticas.

## Programa Colaborativo sobre as Dimensões Éticas das Mudanças Climáticas
Em dezembro de 2004, em Buenos Aires, Argentina, o Programa Colaborativo sobre as Dimensões Éticas das Mudanças Climáticas foi lançado na 10ª Conferência das Partes da Convenção-Quadro das Nações Unidas sobre Mudanças Climáticas. O principal resultado desta reunião foi a Declaração de Buenos Aires sobre as Dimensões Éticas da Mudança Climática.

### Objetivos
O programa sobre as Dimensões Éticas das Mudanças Climáticas visa:
- Facilitar o exame expresso das dimensões éticas das mudanças climáticas, particularmente para as questões decorrentes de posições específicas tomadas por governos, empresas, ONGs, organizações ou indivíduos em questões de política de mudanças climáticas;
- Criar um melhor entendimento sobre as dimensões éticas das mudanças climáticas entre os formuladores de políticas e o público em geral;
- Assegurar que as pessoas em todo o mundo, incluindo as mais vulneráveis às mudanças climáticas, participem de qualquer investigação ética sobre as respostas às mudanças climáticas;
- Desenvolver uma abordagem interdisciplinar para investigar as dimensões éticas das mudanças climáticas e apoiar publicações que examinem as dimensões éticas das mudanças climáticas;
- Tornar os resultados dos estudos sobre as dimensões éticas das mudanças climáticas disponíveis e acessíveis a formuladores de políticas, cientistas e grupos de cidadãos;
- Integrar a análise ética no trabalho de outras instituições envolvidas na política de mudança climática, incluindo o Programa Intergovernamental sobre Mudança Climática e a Conferência das Partes da Conferência das Nações Unidas sobre Mudança Climática.

Dada a gravidade do impacto esperado e dada a probabilidade de que algum nível de rupturas importantes nas condições de vida ocorram para um grande número de pessoas devido a eventos de mudanças climáticas, este grupo afirma que há convergência suficiente entre os princípios éticos para fazer uma série de recomendações concretas sobre como os governos devem agir, ou identificar problemas éticos com posições tomadas por determinados governos, organizações ou indivíduos.
Fatos sobre mudanças climáticas e direitos humanos fundamentais fornecem o ponto de partida para a ética climática.